# Алфреду Куарежма
Алфреду Куарежма (порт. Alfredo Quaresma, 16 липня 1944, Лісабон — 30 березня 2007) — португальський футболіст, що грав на позиції півзахисника насамперед за «Белененсеш», а також за національну збірну Португалії.
Рідний дядько португальського футболіста 2000-х Рікарду Куарежми.

## Клубна кар'єра
У дорослому футболі дебютував 1964 року виступами за команду «Белененсеш», в якій провів тринадцять сезонів, взявши участь у 323 матчах чемпіонату. Більшість часу, проведеного у складі «Белененсеша», був основним гравцем команди.
Завершував професійну кар'єру у друголіговій команді «Віла-Реал», за яку провів вісім ігор у сезоні 1977/78 років.

## Виступи за збірну
1973 року дебютував в офіційних матчах у складі національної збірної Португалії, провівши того року три гри у її складі і забивши один гол.
Помер 30 березня 2007 року на 63-му році життя.